# Enhydrusina
Enhydrusina là một phân tông bọ cánh cứng trong họ Gyrinidae. Phân tông này được Régimbart miêu tả khoa học năm 1882.

## Các chi
Phân tông gồm các chi:
- Andogyrus Ochs, 1924
- Enhydrus Laporte de Castelnau, 1834
- Macrogyrus Régimbart, 1883